# Victoria de los Ángeles
Victoria de los Ángeles López García dite Victoria de los Ángeles d'après son seul prénom, née le 1er novembre 1923 à Barcelone et morte le 15 janvier 2005 dans cette même ville, est une soprano espagnole.

## Biographie
Fille d'un concierge de l'université de Barcelone, elle termine ses études au Conservatoire du Liceu en trois ans au lieu de six.
Avant Teresa Berganza et Montserrat Caballé, Victoria de los Ángeles est la première cantatrice espagnole à la carrière internationale, après la guerre d'Espagne et la Seconde Guerre mondiale.
Elle voit sa carrière véritablement lancée après avoir remporté en 1947 un prix au Concours international de Genève,.
Après avoir chanté au Grand théâtre du Liceu de Barcelone dans Mozart, en 1948, elle est engagée par la BBC à Londres pour chanter Salud de La vida breve de Manuel de Falla.
En 1949, elle interprète la Marguerite du Faust de Gounod à l'Opéra de Paris, elle enregistre ce rôle avec Nicolai Gedda et Boris Christoff à deux reprises pour EMI en 1953 et 1959. L'année suivante, elle incarne Mimi de La Bohème de Puccini au Covent Garden, de nouveau à Londres, sous la baguette de Thomas Beecham, ensuite Rosine dans Le Barbier de Séville de Rossini, sous la direction de Tullio Serafin.
Au début elle est soprano colorature, mais devenue grand soprano lyrique, elle élargit alors son répertoire avec notamment Agathe du Freischütz de Weber, Eva dans Les Maîtres Chanteurs de Nuremberg de Wagner. Sa parfaite diction des langues étrangères lui vaut de chanter le rôle d'Elisabeth du Tannhäuser au Festival de Bayreuth en 1961 et 1962. En 1959, elle enregistre pour le disque deux rôles qui feront date : Carmen de Bizet (sous la direction de Thomas Beecham) et La traviata de Verdi (sous la direction de Tullio Serafin).
Elle reste fidèle au répertoire de chants de son pays : Manuel de Falla, Joaquín Rodrigo, Xavier Montsalvatge et le répertoire des zarzuelas, ainsi que les chants en nahuatl sur des compositions de Salvador Moreno Manzano. Elle est aussi connue pour sa collaboration avec Heitor Villa-Lobos pour la Bachianas brasileiras no 5.
On se souvient également du Duo des chats de Rossini interprété avec Elisabeth Schwarzkopf lors de la soirée d'adieu du pianiste Gerald Moore en 1967.
Elle fait ses adieux à la scène en 1979 avec Pelléas et Mélisande de Debussy.
Elle fait encore une tournée internationale avec Madame Butterfly et chante notamment à la cérémonie de clôture des Jeux olympiques de Barcelone en 1992.

## Distinctions et Prix

### Espagne
- 1980 : Prix national de musique.
- 1991 : Médaille d'or du mérite des beaux-arts du Ministère de l'Éducation, de la Culture et des Sports espagnol[8].

### France
- 1994 :  Chevalier de la Légion d'honneur.

## Fin de vie
Elle épouse Enrique Magriñá Mir en 1948 ; ils auront deux fils, Juan Enrique et Alejandro.
Enrique et l'un de leurs fils décède avant elle.
Le 31 décembre 2004, elle est hospitalisée pour une insuffisance cardiaque et une infection bronchique.
Le 15 janvier 2005, elle meurt à Barcelone, à l'âge de 81 ans, et est enterrée dans le cimetière de Montjuïc, à Barcelone.

## Discographie sélective
- Berlioz : Les Nuits d'été, Orchestre Symphonique de Boston, dir Charles Munch RCA 1956.
- Debussy : La damoiselle élue, Radcliffe Choral Society, Orchestre Symphonique de Boston, dir Charles Munch RCA 1956.
- Fauré : Requiem op.48, Chœurs Élisabeth Brasseur, Dietrich Fischer-Dieskau, Orchestre de la Société des Concerts du Conservatoire, Henriette Puig-Roget, orgue, dir André Cluytens Emi 1963
- Ravel : Sheherazade, Cinq mélodies populaires grecques, Orchestre de la Société des Concerts du Conservatoire, dir. Georges Prètre. Emi 1963
- Berlioz : L'Enfance du Christ, Nicolai Gedda, Ernest Blanc, Roger Soyer, Xavier Depraz, Chœur René Duclos, Orchestre de la Société des Concerts du Conservatoire, dir. André Cluytens. Emi 1966